# Anna Semenovich
 (juillet 2023).
Si vous disposez d'ouvrages ou d'articles de référence ou si vous connaissez des sites web de qualité traitant du thème abordé ici, merci de compléter l'article en donnant les références utiles à sa vérifiabilité et en les liant à la section « Notes et références ».
Anna Grigorievna Semenovitch (А́нна Григо́рьевна Семено́вич), née le 1er mars 1980 à Moscou, est une ancienne patineuse artistique russe devenue chanteuse, actrice et modèle.

## Biographie

### Carrière sportive
Anna Semenovitch fait du patinage artistique pendant son enfance et adolescence. Elle pratique la danse sur glace à haut niveau avec Maxim Katchanov comme premier partenaire à ses débuts, avec qui elle participe aux Goodwill Games en 1994 (5e place).
À partir de 1995, elle fait équipe avec Vladimir Fedorov, avec lequel elle participe à ses premières compétitions du Grand Prix ISU et y obtient deux médailles de bronze (au Trophée NHK 1995 et au Skate America en 1997). Elle participe aussi aux Championnats du monde de patinage artistique en 1998, terminant à la 15e place.
Elle a ensuite fait équipe, pendant une saison, avec Roman Kostomarov : ensemble, ils obtiennent la médaille de bronze des Championnats de Russie de patinage artistique en 2000, puis participent aux Championnats d'Europe de patinage artistique 2000 (10e place) et aux Championnats du monde de patinage artistique 2000 (13e place).
Elle patine ensuite avec Denis Samokhin et leur couple fut 4e aux Championnats de Russie. Une blessure au genou l'oblige à mettre un terme à sa carrière sportive en 2001, et ne devient pas patineuse professionnelle.

### Reconversion
Elle travaille quelque temps pour une chaîne de télévision, mais très vite s'essaye à la chanson en faisant un temps partie du groupe Charlie's Angels. En 2003, elle remplace l'une des chanteuses du célèbre groupe Blestyashchie, et remporte un large succès.
En mars 2007, elle quitte ce groupe pour tenter une carrière solo. Parallèlement, elle joue, à partir de 2006, dans des séries télévisées et des sitcoms, puis au cinéma. Elle est une des voix russes du dessin animé Kung Fu Panda. En 2008, elle tient un des rôles principaux dans la comédie russe Hitler est kaput !

## Palmarès
Avec quatre partenaires :
- Denis Samokhin (2 saisons: 1992-1994)
- Maksim Kachanov (1 saison : 1994-1995)
- Vladimir Fedorov (4 saisons : 1995-1999)
- Roman Kostomarov (1 saison : 1999-2000)
- Denis Samokhin pour la 2e fois (1 saison : 2000-2001)

| Compétition                   | 1993    | 1994    |  | 1995    |  | 1996    | 1997    | 1998    | 1999    |  | 2000    |  | 2001    |  |
| Jeux olympiques d'hiver       |         |         |  |         |  |         |         |         |         |  |         |  |         |  |
| Championnats du monde         |         |         |  |         |  |         |         | 15e     |         |  | 13e     |  |         |  |
| Championnats d'Europe         |         |         |  |         |  |         |         |         |         |  | 10e     |  |         |  |
| Championnats de Russie        |         |         |  | 4e      |  | 4e      | F       | 3e      | 4e      |  | 2e      |  | 4e      |  |
| Championnats du monde juniors | 8e      | 7e      |  |         |  |         |         |         |         |  |         |  |         |  |
|                               |         |         |  |         |  |         |         |         |         |  |         |  |         |  |
| Grand Prix ISU                | 1992/93 | 1993/94 |  | 1994/95 |  | 1995/96 | 1996/97 | 1997/98 | 1998/99 |  | 1999/00 |  | 2000/01 |  |
| Skate America                 |         |         |  |         |  |         |         | 3e      | 4e      |  |         |  |         |  |
| Skate Canada                  |         |         |  |         |  |         | 6e      |         |         |  |         |  |         |  |
| Trophée de France             |         |         |  |         |  |         |         |         | 4e      |  |         |  |         |  |
| Coupe de Russie               |         |         |  |         |  |         |         | 4e      |         |  | 4e      |  |         |  |
| Trophée NHK                   |         |         |  |         |  | 3e      | 7e      |         |         |  |         |  |         |  |
| Légende : F = Forfait         |         |         |  |         |  |         |         |         |         |  |         |  |         |  |